# Costatrochus
Costatrochus is een geslacht van uitgestorven weekdieren uit de klasse van de Gastropoda (slakken). Exemplaren van dit geslacht zijn slechts als fossiel bekend.

## Soort
- Costatrochus subduplicatus (d'Orbigny, 1850) †

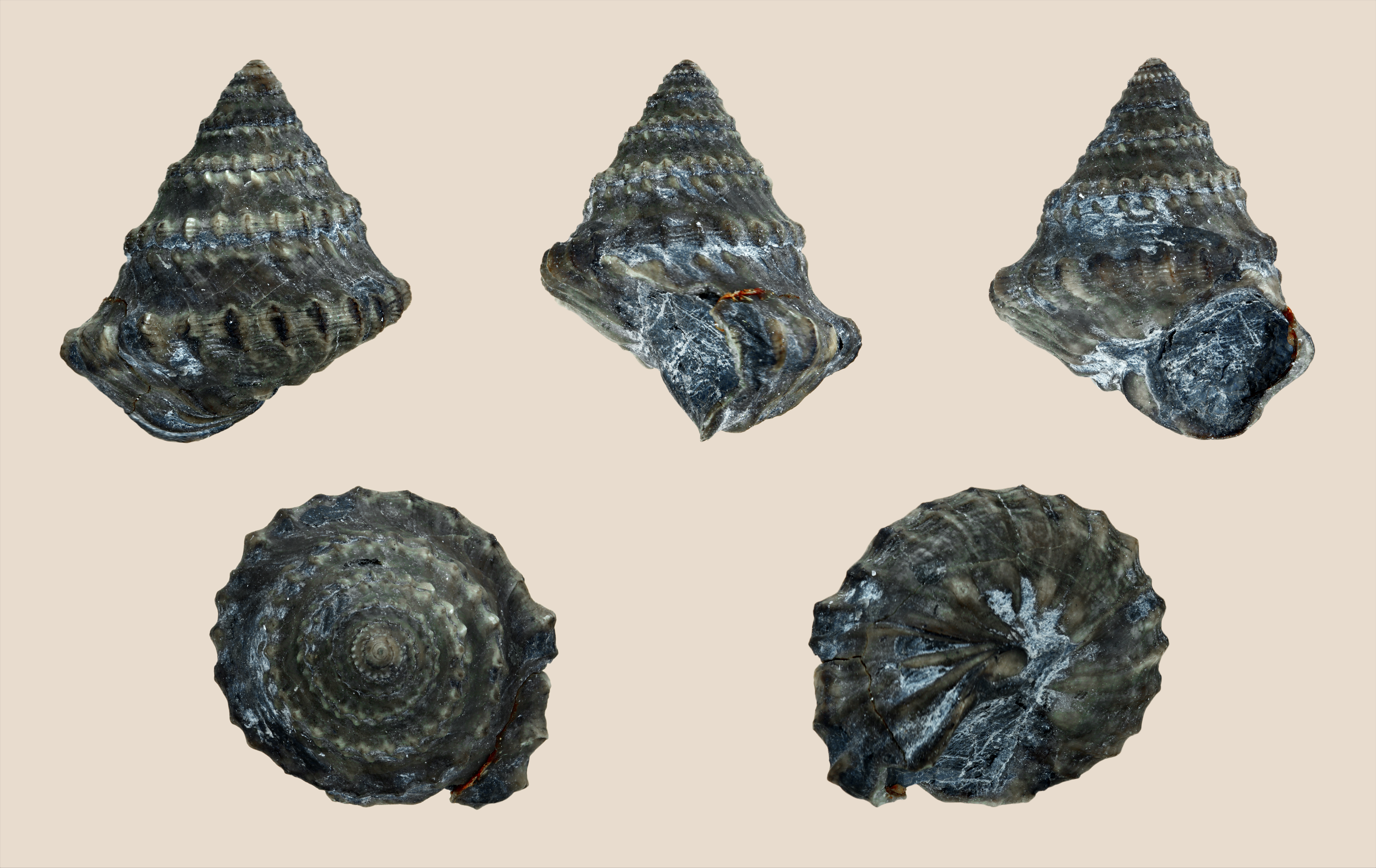
Costatrochus subduplicatus var. subduplicatus
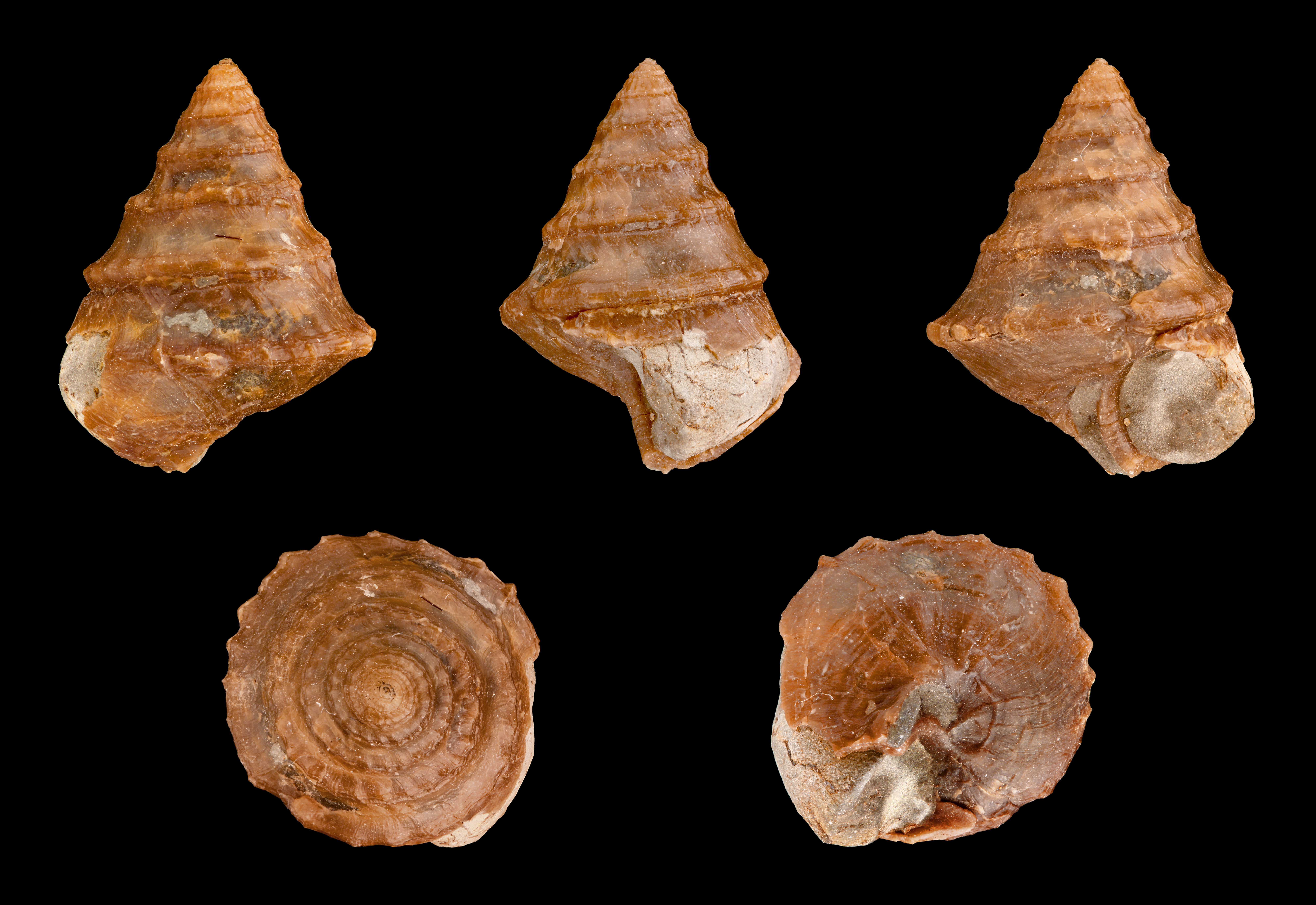
Costatrochus subduplicatus var. palinurus